# Athletics de Philadelphie (PL/AA)
Les Athletics de Philadelphie (en anglais : Philadelphia Athletics) sont une ancienne franchise de la Players League basée à Philadelphie aux États-Unis. Certaines sources modernes nomment ce club les Quakers de Philadelphie, nom des Phillies de 1883 à 1889. Parmi les principaux joueurs des Athletics, citons George Wood et Lave Cross. Jim Fogarty et Charlie Buffinton se relaient au poste de manager.
Le colonel E. A. McAlpin, patron new-yorkais dans l'immobilier, possède le club.
À l'occasion de l'unique saison de la Players League, New York termine troisième sur huit du classement final avec 74 victoires pour 57 défaites.
Les Athletics passent avec les Boston Reds en American Association pour la saison 1891. Philadelphie termine quatrième mais n'est pas retenue en fin de saison pour rejoindre la Ligue nationale comme cela fut le cas pour quatre franchises de l'AA, qui cesse ses activités. La présence de la franchise de la Ligue nationale des Phillies à Philadelphie explique ce choix. Le colonel E. A. McAlpin est financièrement dédommagé.

## Saison par saison
| Saison | Ligue                | Saison régulière | Saison régulière | Saison régulière | Saison régulière | Saison régulière |
| Saison | Ligue                | Class.           | Vic.             | Déf.             | %Vic.            |                  |
| 1890   | Players League       | 5e               | 68               | 63               | 0,519            |                  |
| 1891   | American Association | 4e               | 73               | 66               | 0,525            |                  |